# Prix Pirkanmaan-Plättä
Le prix Pirkanmaan-Plättä est un prix littéraire décerné en Finlande pour récompenser un écrivain ou illustrateur de livres pour enfants. 

## Lauréats
| Année | Auteur                                      | Titre                                                      |
| ----- | ------------------------------------------- | ---------------------------------------------------------- |
| 1975  | Anni Polva                                  | Tiinakin ratsastaa                                         |
| 1976  | Kari Vaijärvi                               | Museoryöstö                                                |
| 1977  | Jorma Kurvinen                              | Susikoira Roi                                              |
| 1978  | Merja Jalo                                  | Yllätysori                                                 |
| 1979  | Anneli Toijala                              | Filmaus seis!                                              |
| 1980  | Anu Jaantila                                | Jenkkivuosi                                                |
| 1981  | Anni Polva                                  | Tiina saa suukon                                           |
| 1982  | Anna-Liisa Haakana                          | Ykköstyttö                                                 |
| 1983  | Taru Mäkinen                                | Ninnan musta pilvi                                         |
| 1984  | Ilma Ikonen                                 | Pepe hevoshoitokoulussa                                    |
| 1985  | Merja Jalo                                  | Ponitalli vaarassa                                         |
| 1986  | Elina Karjalainen                           | Teemu, karvainen kaveri; Laulavan Lintukoiran toinen elämä |
| 1987  | Anni Polva                                  | Taitaa olla rakkautta Tiina                                |
| 1988  | Ulla Lipponen (ed.) Hannu Lukkarinen (ill.) | Kilon poliisi                                              |
| 1989  | Tuija Lehtinen                              | Joka kimma sen tietää                                      |
| 1990  | Jorma Kurvinen                              | Susikoira Roi ja muukalaiset                               |
| 1991  | Merja Jalo                                  | Mustan hevosen salaisuus                                   |
| 1992  | Kaisa Ikola Minna Kulmala                   | Hullu luokka rakastuu                                      |
| 1993  | Teija Rekola                                | Bileet                                                     |
| 1994  | Marvi Jalo                                  | Ratsutytön rekiretki                                       |
| 1995  | Tuija Lehtinen                              | Ikkunaprinsessa                                            |
| 1996  | Jorma Kurvinen                              | Susikoira Roi ja pelimies                                  |
| 1997  | Katri Manninen                              | Sikabileet                                                 |
| 1998  | Kaisa Ikola                                 | Jäitä hattuun, hullu luokka                                |
| 1999  | Tuija Lehtinen                              | Saracrazymail.com                                          |
| 2000  | Ville Suhonen                               | Poika ja ilves                                             |
| 2001  | Tuula Kallioniemi                           | Tähtiä ja tumpeloita                                       |
| 2002  | Sinikka Nopola Tiina Nopola                 | Risto Räppääjä ja pakastaja-Elvi                           |
| 2003  | Katri Manninen                              | Saku ja suuri suru                                         |
| 2004  | Sinikka Nopola Tiina Nopola                 | Risto Räppääjä ja sitkeä finni                             |
| 2005  | Timo Parvela                                | Ella ja Paterock                                           |
| 2006  | Sinikka Nopola Tiina Nopola                 | Heinähattu, Vilttitossu ja kielletty kampela               |
| 2007  | Kirsti Manninen                             | Suden arvoitus                                             |
| 2008  | Timo Parvela                                | Ella ja seitsemän törppöä                                  |
| 2009  | Sinikka Nopola Tiina Nopola                 | Risto Räppääjä. Erittäin salainen - Top secret             |
| 2010  | Tuula Kallioniemi                           | Konsta, kovanaama                                          |
| 2011  | Marvi Jalo Merja Jalo                       | Jesse pentukoira                                           |
| 2012  | Sinikka Nopola Tiina Nopola                 | Risto Räppääjä saa isän Anneli Kanto: Huippuvalmentaja     |
| 2013  | Timo Parvela                                | Ella ja kadonnut karttakeppi                               |
| 2014  | Marketta Könönen                            | Plättä-palkinnon pitkäaikainen primus motor                |